# Hwagae-myeon
Hwagae-myeon (koreanska: 화개면)  är en socken i kommunen Hadong-gun i  provinsen Södra Gyeongsang i den södra delen av Sydkorea, 260 km söder om huvudstaden Seoul.